# Serra de Fontanals
La Serra de Fontanals és una serra situada al municipi d'Argelaguer (Garrotxa), amb una elevació màxima de 426 metres.
A l'est de la serra hi trobem l'església romànica de Mare de Déu del Guilar.

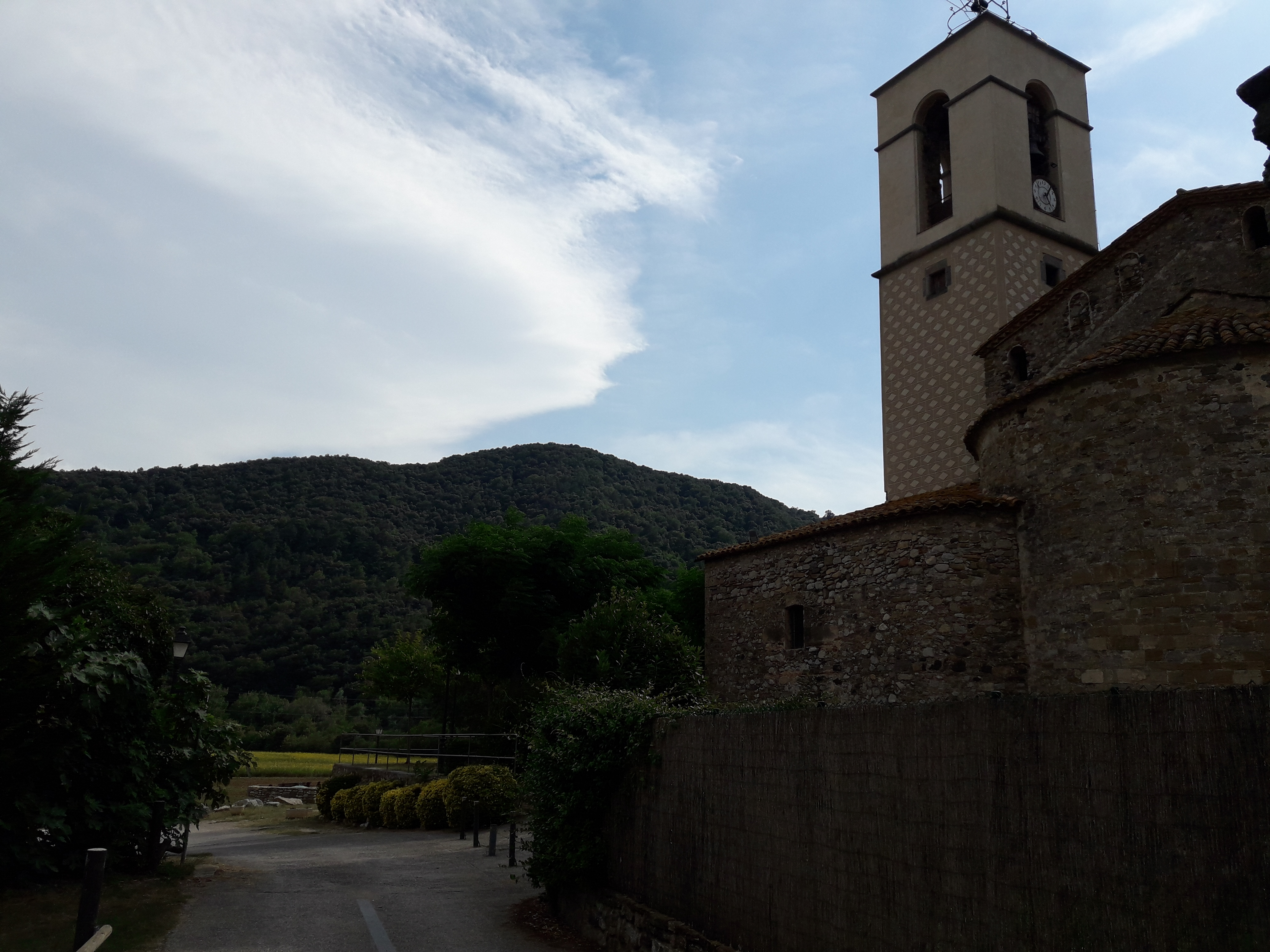
La serra de Fonanals vista des d'Argelaguer